# اوسک‌ها

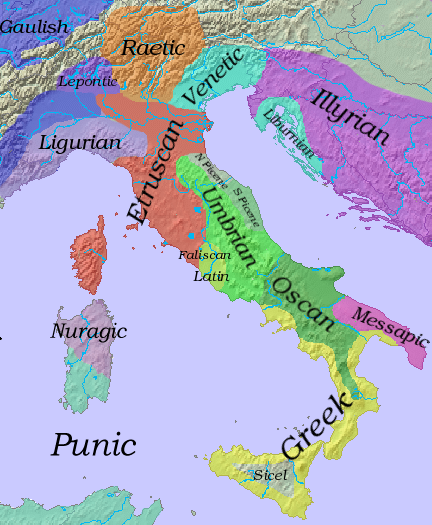
جایگاه اوسک‌ها در ایتالیای عصر آهن با رنگ سبز در پایین نشان داده شده‌است.

اوسک‌ها(لاتین:Osci؛ یونانی:Όπικοί, Όσκοί) مردمانی بودند که در روزگار رومیان در کامپانیای ایتالیای باستان می‌زیستند و به زبان اوسکی سخن می‌راندند. اوسک‌ها پس از سال‌ها زد و خورد با همسایگان رومیشان سرانجام از آنان شکست خوردند و به کشور آنان پیوستند. فرهنگ اوسک‌ها نیز در فرهنگ رومی حل شد و تنها نامی از آنان در ادبیات و جاینام‌ها بر جای ماند. 